# Spatulophorus incanae
Spatulophorus incanae är en insektsart. Spatulophorus incanae ingår i släktet Spatulophorus och familjen långrörsbladlöss. Inga underarter finns listade i Catalogue of Life.